# Bomba relativista
La Bomba Relativista (RKV - Relativistic Kill Vehicle) es un arma hipotética que emplea un sistema que se ve a menudo en la ciencia ficción. Los detalles de esta arma varían extensamente, pero la característica más prominente es la presencia de un objeto a una velocidad próxima a la velocidad de la luz que es usado para colisionar en un blanco, creando así un impacto cataclísmico. A estas velocidades relativistas un proyectil sería devastador debido a las cantidades inmensas de energía cinética asociadas a la velocidad relativista a la que viajaría, potencialmente varias veces la masa-energía del proyectil mismo (es decir, varias veces la cantidad de energía resultante si la masa del objeto en reposo fuese convertida directamente en energía). 
Las bombas relativistas se han propuesto como método de guerra interestelar, especialmente donde los viajes a la velocidad de la luz son imposibles. A velocidades cercanas a la de la Luz, la bomba relativista o RKV podrían limitar substancialmente el tiempo de detección. Además, puesto que los efectos destructivos de dicha bomba son consecuencia de la energía cinética que genera, destruir esta bomba cerca de su objetivo serviría de bien poco para reducir el daño que esta pudiera provocar. La nube de partículas o de vapor seguiría viajando prácticamente a la misma velocidad y tendría poco tiempo para dispersarse. De hecho, algunas versiones del concepto de RKV se decantan porque esta bomba estalle poco antes de que alcance el objetivo para que el daño abarque una capacidad más amplia sobre el espacio. 
Alcanzar un objetivo en movimiento a velocidades tan grandes tiene una dificultad que lo hace casi imposible, es por ello que las "Armas RKV"se proponen generalmente como arma estratégica para apuntar a objetivos muy grandes y relativamente inmóviles, como los planetas o satélites. La aceleración de la masa hasta alcanzar velocidades próximas a la de la luz requeriría enormes cantidades de energía y aceleradores muy grandes, muy poco manejables. La "bomba relativista" podría lanzarse usando naves o vehículos de vuelo con técnicas de propulsión que les permitiesen navegar a velocidades relativistas, tales como los cohetes antimateria o cohetes con propulsión de pulso nuclear (véase también Cohete Relativista).
En algunas películas de ciencia ficción podemos encontrar pequeños proyectiles relativistas, dependiendo de las tecnologías imaginadas en cada caso. Por ejemplo, en la película Eraser (1996), algunos hombres portan armas con capacidad para disparar balas a velocidades relativistas. En esta película, el uso que se le da a estas armas requerirían de un retroceso extremo. La aceleración de un proyectil de 1 g hasta un 1% de la velocidad de la luz, produciría una fuerza como para lanzar despedido a un hombre de 100 kg de peso a una velocidad de 3.000 m/s . Otra dificultad es alcanzar velocidades tan altas en distancias cortas, alcanzar un 1% de la velocidad de la luz en una distancia de 1 m requeriría {\displaystyle 4.5\cdot 10^{12}{\mbox{m}}/{\mbox{s}}^{2}} (aprox. 450 billones g), de aceleración

## Energía contenida
La fórmula de Isaac Newton para calcular la energía cinética es: {\displaystyle {\begin{matrix}{\frac {1}{2}}\end{matrix}}mv^{2}}, pero esta es sólo una aproximación, razonablemente exacta para velocidades por debajo de {\displaystyle {\mbox{C}}} (c = Velocidad de la luz), aproximadamente 3 × 108  m s-1
Para velocidades más altas, la fórmula de Einstein para la energía cinética que se utiliza es {\displaystyle E_{k}}
{\displaystyle E_{k}=\gamma mc^{2}-mc^{2}}
Donde:

m es la masa del objeto en kilogramos

c es la velocidad de la luz en m s-1

{\displaystyle \gamma } es el Factor de Lorentz, dado por:
{\displaystyle \gamma ={\frac {1}{\sqrt {1-{\frac {v^{2}}{c^{2}}}}}}}
Donde v es la velocidad del objeto en cuestión.
Por lo tanto, expandiendo nuestra ecuación:
{\displaystyle E_{k}=mc^{2}\left({\frac {1}{\sqrt {1-{\frac {v^{2}}{c^{2}}}}}}-1\right)}

## Uso en la ficción
- En la novela Estrella devastadora de Charles Pellegrino, la humanidad del futuro es pacífica y avanzada, habiendo ya ha dominado los viajes a velocidades relativistas a estrellas cercanas, pero sin previo aviso es casi exterminada por ataques de bombas relativistas, enviados por alienígenas hasta ese momento desconocidos. Se describe que basta una sola bomba de un par de toneladas para exterminar toda la vida en la Tierra de un solo golpe. En la trama se explica que la lógica detrás del ataque es que un ataque con armas relativistas es imparable, y por tanto una especie con capacidad de crear vehículos relativistas es demasiado peligrosa para cualquier otra en su cercanía; así pues la única posibilidad de sobrevivir una guerra con dicha especie es siempre atacar primero y sin previo aviso.
- El juego de rol GURPS Spaceships presenta un ejemplo en el misil relativista "Azrael", el cual emplea un estatorreactor Bussard para acelerar a la mitad de la velocidad de la luz, impactando contra su objetivo con una fuerza de 42 millones de megatones de TNT.